# Mike Carter (ciclista)
Michael Paul Carter, detto Mike (Denver, 3 marzo 1963), è un ex ciclista su strada, ciclocrossista e dirigente sportivo statunitense.

## Carriera
Ha corso prevalentemente in formazioni americane cogliendo risultati soprattutto nelle corse statunitensi ed in generale delle Americhe. Nel 1990 fu terzo al Tour of the Americas e nono nella Vuelta a Venezuela, nel 1991 e nel 1993 fu terzo alla Vuelta y Ruta de Mexico.
Ebbe comunque modo di correre in anche in Europa; partecipò talaltro a tutti e tre i grandi giri al Tour de Suisse, e ad alcune importanti corse in linea. 
I risultati risultati più importanti della carriera li ottenne nel 1991 quando riuscì a salire sul podio del Tour de Romandie ed arrivare al quarto posto della Classique des Alpes.
Nel 1997 si ritirò dal circuito più prettamente professionistico, passando a gareggiare negli Elite-2, salvo poi ritornare a gareggiare dal 2003 al 2007 nella Marco Polo Pro Cycling Team nei circuiti americani ed asiatici. 
In questo periodo raccolse ancora dei risultati il più significativo dei quali fu il secondo posto, dietro l'australiano Glen Chadwick al Tour de Korea nel 2003.
Dal 2007, per qualche anno è stato anche dirigente di formazioni ciclistiche americane e taiwanesi.

## Palmarès

### Strada
- 1988 (Plymouth-Reebok/Zero Boys-Hisfa
Boulder Sport-Continental/7-Eleven/Crest-Löwenbrau, una vittoria)

1ª tappa Pepsi Series
- 1989 (Coors Light, una vittoria)

Classifica generale Cascade Cycling Classic
- 1990 (Alpine Colorado, una vittoria)

1ª tappa Tour of Palm Springs
- 1994 (Guiltless Gourmet-Markair , una vittoria)

4ª tappa Tour of Willamette
- 2001 (Elite-2, una vittoria)

Martigny-Mauvoisin (Corsa in salita)

### Altri successi
- 1986 (George Killian's Irish Red-Shaversport/Löwenbrau-Dia Compe/Ind Dom Spon, una vittoria)

Criterium di Larimer
- 1990 (Alpine Colorado, due vittorie)

Criterium di Boulders
Criterium di Minneapolis
- 1994 (Guiltless Gourmet-Markair, una vittoria)

Memorial Andy Finich (Criterium)

### Ciclocross
- 1988 (Plymouth-Reebok/Zero Boys-Hisfa/Boulder Sport-Continental/7-Eleven/Crest-Löwenbrau, una vittoria)

Fort Lewis College SquawkerCross - Durango

## Piazzamenti

### Grandi giri
- Tour de France

1991: fuori tempo massimo (alla 12ª tappa)
- Giro d'Italia

1984: 118º
1989: ritirato (alla ? tappa)
- Vuelta a España

1985: ritirato (alla ? tappa)

### Competizioni mondiali
- Campionati del mondo

Utsunomiya 1990 - In linea: ?
Stoccarda 1991 - In linea: ?
Benidorm 1992 - In linea: ?
Duitama 1995 - In linea dilettanti: 49º